# زهرة القبلية
قرية زهرة القبلية هي إحدى القرى التابعة لمركز دمنهور في محافظة البحيرة في جمهورية مصر العربية. حسب إحصاءات سنة 2006، بلغ إجمالي السكان في زهرة القبلية 2730 نسمة، منهم 1474 رجل و1256 امرأة.